# Misure di portata
La misura della portata in fiumi o tubazioni è uno dei problemi dell'idraulica di maggiore interesse nella pratica comune.

## Misure di portata nelle tubazioni

### Misure di portata con diaframmi
Si abbia una tubazione avente sezione circolare costante con diametro interno D e nella quale è inserito un diaframma sottile normale al suo asse e con foro centrale (diametro d) inferiore a D. Il foro non è necessariamente circolare e può anche essere eccentrico, dislocato verso il basso della condotta (se orizzontale) nel caso di fluido con trasporto di sedimenti, verso l'alto nel caso di fluido con bolle di gas.
Se nella tubazione viene fatto passare un fluido a densità di massa uniforme e relativamente stazionaria, la sua velocità aumenterà in corrispondenza del diaframma.
L'incremento di velocità provoca in tale zona un aumento dell'energia cinetica posseduta dal fluido, a discapito dell'energia potenziale; pertanto, a velocità maggiore corrisponde a valle del disco una pressione statica inferiore.
Superata la strozzatura causata dal disco, la velocità del fluido diminuisce gradatamente fino a raggiungere il valore esistente in ingresso tubazione.

L'energia cinetica supplementare che si era generata si riconverte in energia potenziale (eccetto che per la quota parte dissipata) e la pressione statica aumenta pur non raggiungendo il valore esistente a monte del disco a causa delle perdite per turbolenza nel processo di espansione a valle del diaframma.
Misurando la differenza di pressione statica esistente ai due lati del disco si ottiene pertanto una misura funzione della velocità, quindi della portata.
Il fenomeno può essere ben rappresentato dalla seguente equazione:
{\displaystyle W=0{,}01252\cdot D^{2}\cdot K_{0}\cdot B^{2}\cdot (h\times Ge)^{0.5}\cdot Ft\cdot Fr\cdot Y1}
dove:
- W: portata ponderale espressa in kg/h
- D: diametro interno della tubazione espresso in mm
- K0: coefficiente di efflusso a numero di Reynolds infinito
- B: rapporto di strozzamento d/D
- h: pressione differenziale espressa in mm H2O a 20 °C
- Ge: Peso specifico del fluido espresso in kg/m³
- Ft: coefficiente di correzione per dilatazione disco calibrato
- Fr: correzione del coefficiente di efflusso per reali condizioni di esercizio
- Y1: correzione (solo per gas e vapori) per espansione fluido sul disco

Il coefficiente di efflusso K0 è ottenuto sperimentalmente e si può ricavare da tabelle o calcolare con apposita equazione. Il valore di K0 dipende dal diametro della tubazione D e dal rapporto di strozzamento d/D.

Come ordine di grandezza, è generalmente compreso tra 0,6 e 0,7
Il coefficiente di correzione Ft serve per correggere la variazione di diametro del foro del disco calibrato per effetto della temperatura di esercizio. Il suo valore è intorno a 1 (inferiore a 1 per temperature basse, superiore a 1 per temperature alte). Si ricava da tabelle o con formule empiriche.
Il coefficiente di correzione Fr tiene conto del fatto che il fluido non viaggia in realtà a numero di Reynolds infinito. Per effetto delle condizioni di esercizio infatti il reale coefficiente di efflusso è diverso da quello teorico. Il valore di Fr si può calcolare con apposita equazione ed è sempre superiore a 1.
Il coefficiente di correzione Y1 (solo per fluidi comprimibili come gas e vapori) tiene conto dell'abbassamento del peso specifico del fluido in corrispondenza del disco calibrato per effetto dell'abbassamento della pressione statica in tale punto. Il valore di Y1 si può calcolare con apposita equazione ed è sempre inferiore a 1.

#### Caratteristiche limite costruttive e di esercizio
Affinché i valori dei vari coefficienti siano compresi tra quelli ricavati sperimentalmente, è necessario che siano soddisfatti i seguenti requisiti:
- Le prese di pressione devono essere posizionate alla distanza di un pollice (25,4 mm) dalle superfici del disco (sia a monte che a valle).
- Il diametro interno della tubazione deve essere compreso tra 50 e 760 mm.
- Il diametro del foro del disco calibrato non deve mai essere inferiore a 12,5 mm e deve comunque essere compreso tra 0,2 e 0,75 volte il valore di D.
- Lo spessore del disco calibrato in corrispondenza del foro deve essere compreso tra 0,005 e 0,02 volte il valore di D. Lo spigolo del foro in ingresso deve essere vivo.
- Nel caso di misure su fluidi comprimibili, il rapporto tra la pressione assoluta a valle e la pressione assoluta a monte non deve essere inferiore a 0,75.
- È opportuno che il numero di Reynolds sia tale da garantire il funzionamento in condizioni di turbolenza pienamente sviluppata. Tale limite di funzionamento dipende dal rapporto di strozzamento.

## Misure di portata in canali o fiumi
La misura di portata di un corso d'acqua viene ricavata misurando le velocità in punti noti della sezione trasversale.
Solitamente la sezione trasversale viene discretizzata in verticali lungo le quali sono misurate le velocità puntuali.
Note le profondità delle verticali e le profondità di misura, è possibile ricavare la portata transitante in ogni verticale come prodotto tra area e velocità media sulla verticale.
Le velocità vengono solitamente misurate mediante mulinelli, micromulinelli elettromagnetici, velocimetri doppler.
Altri metodi di misura prevedono l'impiego di traccianti disciolti in acqua, secchi graduati o profilatori doppler